# Містер Бін: Анімаційні серії
Пригоди Містера Біна — анімаційний серіал про пригоди Містера Біна. Вперше мультсеріал був показаний в 2002 році у Великій Британії на каналі «ITV».В Україні трансляція почалася на "ТЕТ", з квітня 2005 по серпень 2012, повторно транслювався на "ПлюсПлюс" із серпня 2012 до наших часів

## Оригінальне озвучення
- Роуен Аткінсон - Містер Бін, Містер Під, Лорд Бін
- Саллі Грейс - Місіс Вікі
- Матильда Зіглер - Ірма Гоббі